# Connecticut State Route 81
Die Connecticut State Route 81 (kurz CT 81) ist eine in Nord-Süd-Richtung verlaufende State Route im US-Bundesstaat Connecticut.
Die State Route beginnt am U.S. Highway 1 in Clinton und endet nach 25 Kilometern in Haddam an der Connecticut State Route 154. Im Norden von Clinton trifft sie auf die Interstate 95 und in Killingworth kreuzt sie die Connecticut State Routes 80 und 148. Kurz vor Haddam passiert die CT 81 die Connecticut State Route 9, eine wichtige Ost-West-Tangente parallel zum Connecticut River.

## Geschichte
Die heutige CT 81 war im 19. Jahrhundert eine private Straße und zwischen 1813 und 1850 mautpflichtig. Sie wurde als Killingworth and Haddam Turnpike bezeichnet. Im Jahr 1922 wurde die Straße in das System der State Routes aufgenommen und bekam die Nummer 106. Nach der Neuvergabe der Nummern 1932 erhielt sie die Nummer 81.